# Rostocker Großer Atlas
Der Rostocker Große Atlas ist ein Kartensammelwerk aus dem 17. Jahrhundert und gilt, nach dem Klencke-Atlas in London und dem Atlas des Großen Kurfürsten in Berlin, als das drittgrößte, historische Buch der Welt (Stand November 2013).
Der Atlas ist 1,67 Meter hoch und aufgeschlagen 2,04 Meter breit. Die Buchdeckel bestehen aus Eichenholz und sind mit Leder beschlagen. Er wiegt 120 Kilogramm. Der Atlas beinhaltet 32 meist doppelseitige Karten mit Darstellungen von Erdteilen, Ländern und Regionen.
Im Auftrag des Herzogs Christian Ludwigs I. von Mecklenburg wurde der Atlas 1664 im Kartenverlag von Joan Blaeu in Amsterdam hergestellt. Die Sammlung von 31 Kartendrucken und einer handgezeichneten Karte wurde von Kors Dierksen und dessen Sohn zusammengestellt und gebunden. Die Handzeichnung ist eine Karte von Mecklenburg, die 1622 vom Rostocker Professor Johann Lauremberg angefertigt wurde. Die Kupferstiche der gedruckten Karten stammen von Willem und Joan Blaeu, Claes J. Vischer, D. Dankerts, J.A. Colom und H. Allardt.
1772 gehörte der Atlas zum Bestand der neueröffneten Akademischen Bibliothek der Universität Bützow. Durch die Vereinigung der Bützower mit der Rostocker Universität im Jahr 1789 gelangte er in die Universitätsbibliothek Rostock.